# Raphaël Joly
Raphaël Joly (* 23. Oktober 1988 in Amsterdam) ist ein ehemaliger niederländischer Eishockeyspieler, der seit 2024 bei den Hannover Indians als Trainer in der deutschen Oberliga Nord unter Vertrag steht.

## Karriere

### Als Spieler
Raphaël Joly, der aus der Hauptstadt der niederländischen Provinz Nordbrabant stammt, begann seine Karriere als Eishockeyspieler bei verschiedenen kanadischen Nachwuchsmannschaften. Seine erste Seniorensaison verbrachte er 2009/10 bei Caron & Guay de Trois-Rivières in der Ligue Nord-Américaine de Hockey. 2010 wechselte er in die Ehrendivision, die höchste Spielklasse seiner niederländischen Heimat. Zunächst spielte er dort beim amtierenden Meister Nijmegen Devils. Im Folgejahr nahm die Mannschaft nicht mehr an der Ehrendivision teil und so wechselte Joly zu den Tilburg Trappers. Auch dort hielt es ihn jedoch nur ein Jahr, er wurde in diesem aber Torschützenkönig der Ehrendivision. Zur Spielzeit 2012/13 zog es ihn nach Den Haag zum HYS The Hague. Mit dem Team aus der südholländischen Provinzhauptstadt gewann er nach drei Endspielsiegen über seinen vorherigen Club aus Tilburg den niederländischen Meistertitel und wurde wie auch im Folgejahr als Topscorer der Liga mit der „Jack de Heer-Trofee“ ausgezeichnet. 2014 wurde er zudem erneut Torschützenkönig der Ehrendivision. Anschließend zog es ihn nach Deutschland zu den Füchsen Duisburg, für die er vier Jahre in der Oberliga spielte. 2015 konnte er mit dem Team von der Wedau die Weststaffel gewinnen und das Finale um die Deutsche Oberligameisterschaft erreichen, das aber mit 2:3 Siegen gegen den EHC Freiburg verloren ging. Im Folgejahr – die Oberliga war inzwischen zu nur noch zwei Staffeln zusammengefasst worden – gewann er mit seinem Team die Hauptrunde der Nordstaffel, schied aber bereits in den Ausscheidungs-Playoffs gegen die Icefighters Leipzig, die die Hauptrunde nur auf Platz acht beendet hatten, mit 1:3 Siegen aus. Zur Saison 2018/19 wechselte Joly innerhalb der Oberliga zum MEC Halle 04, kam dort aber wegen einer Erkrankung nicht mehr zum aktiven Einsatz und beendete anschließend seine aktive Karriere als Spieler.

### Als Trainer
Seinen ersten Einsatz in einem Trainerteam bestritt er 2019 bei den Füchsen Duisburg, bevor er dann 2020 seine erste Position als Headcoach bei den Black Dragons in Erfurt antrat. Seit 2024 ist er Cheftrainer der Hannover Indians.

### International
Joly debütierte im November 2012 in der ersten Runde der Olympiaqualifikation für die Spiele in Sotschi 2014 in der Nationalmannschaft seines Landes. Dank eines 7:6-Erfolges nach Penalty-Schießen im entscheidenden Spiel gegen Gastgeber Ungarn, zu dem auch Joly einen Treffer beisteuerte, qualifizierten sich die Niederländer für die zweite Runde der Olympiaqualifikation im Februar 2013 in Bietigheim-Bissingen, wo sie gegen Österreich, Deutschland und Italien jedoch auf verlorenem Posten standen. Im April 2013 nahm er dann auch erstmals an der Weltmeisterschaft teil, bei der er mit seinem Nationalteam in der Division I antrat. Seinen zweiten Auftritt bei einer Weltmeisterschaft hatte er 2016 in der Division II, in die die Niederländer im Vorjahr abgestiegen waren. Hinter seinem Landsmann Erik Tummers war er gemeinsam mit seinen Landsleuten Kevin Bruijsten und Alan van Bentem sowie dem Belgier Ben van den Bogaert zweitbester Scorer des Turniers und trug damit nicht unwesentlich zum sofortigen Wiederaufstieg der Oranjes in die Division I bei. Nachdem die Niederländer 2017 ohne Joly erneut abgestiegen waren, gelang ihm bei der Weltmeisterschaft der Division II 2018 zum zweiten Mal der direkte Wiederaufstieg.

## Erfolge und Auszeichnungen
- 2012 Torschützenkönig der Ehrendivision
- 2013 Niederländischer Meister mit HYS The Hague
- 2013 Topscorer der Ehrendivision
- 2014 Topscorer und Torschützenkönig der Ehrendivision
- 2015 Staffelsieger der Oberliga West mit den Füchsen Duisburg
- 2016 Staffelsieger der Oberliga Nord mit den Füchsen Duisburg

### International
- 2016 Aufstieg in die Division I, Gruppe B, bei der Weltmeisterschaft der Division II, Gruppe A
- 2018 Aufstieg in die Division I, Gruppe B, bei der Weltmeisterschaft der Division II, Gruppe A

## Statistik
(Stand: Ende der Spielzeit 2017/18)